# Goustranville
Goustranville település Franciaországban, Calvados megyében. Lakosainak száma 327 fő (2022. január 1.). Goustranville Basseneville, Bavent, Brucourt, Cricqueville-en-Auge, Hotot-en-Auge, Putot-en-Auge és Varaville községekkel határos.

## Népesség
A település népességének változása:
| Lakosok száma | 140  | 181  | 181  | 177  | 190  | 181  | 201  | 268  | 301  | 327  |
|               | 1968 | 1982 | 1990 | 2006 | 2013 | 2015 | 2017 | 2019 | 2020 | 2022 |